# الموسيقى في ليبيا

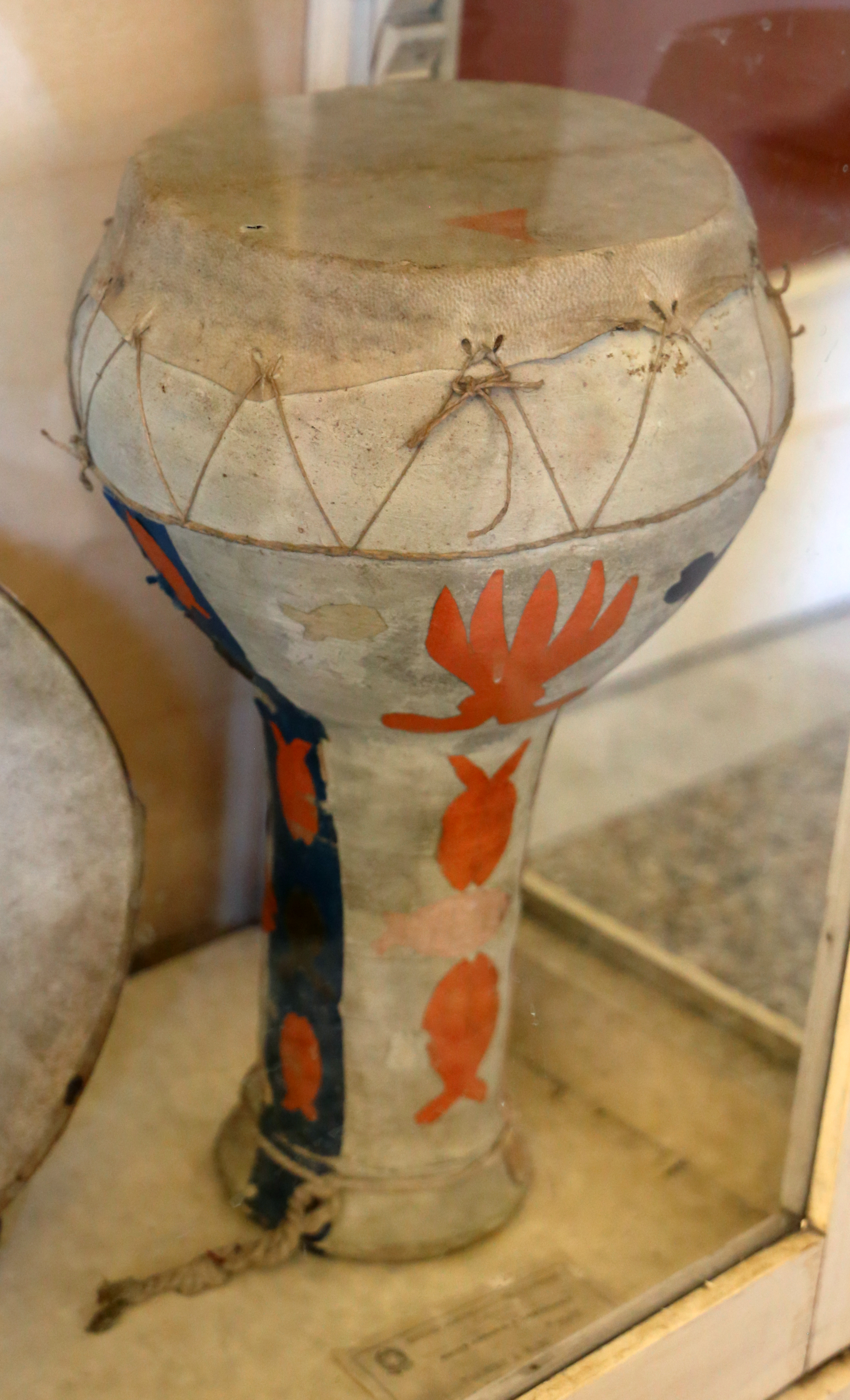
صورة لآلة إيقاع موسيقي شعبيه بدوية الصنع

تحظى أنواع مختلفة من الموسيقى العربية بشعبية في ليبيا مثل الموسيقى الأندلسية المعروفة محليا باسم المالوف، والشابي، والموسيقى الكلاسيكية العربية.
وللطوارق في الجنوب موسيقاهم الشعبية المميزة. هناك صناعة موسيقى البوب قليلة أو معدومة. بين الطوارق، النساء هم الموسيقيون، يعزفون على آلة كمان ذات وتر واحد تسمى أنزاد [بحاجة لمصدر]، بالإضافة إلى مجموعة متنوعة من الطبول.
اثنان من أشهر الموسيقيين الليبيين هما أحمد فكرون ومحمد حسن.
بين الليبيين، تشمل الآلات الزكرة (مزمار القربة)، الفلوت (المصنوع من الخيزران)، الدف، العود (عود بدون فريتس) والدربوكة، طبلة تُمسك بشكل جانبي وتُعزف بالأصابع. التصفيق المعقد شائع أيضًا في الموسيقى الشعبية الليبية.
وقد نشر الشعراء والمغنون البدو المتجولون العديد من الأغاني الشعبية في جميع أنحاء ليبيا. ومن بين أساليبهم أغنية "الهدى"، وهي أغنية سائق الجمل، والتي يقال إن إيقاعها يحاكي أقدام الجمل الذي يمشي.
خلال ثورة السابع عشر من فبراير 2011، اشتهرت المغنية الأمازيغية دانيا بن ساسي بأغانيها التي تشيد بتضحيات الشعب الليبي، والتي غنتها باللغة الأمازيغية.